# Camellia szechuanensis
Camellia szechuanensis är en tvåhjärtbladig växtart som beskrevs av Chi. Camellia szechuanensis ingår i släktet Camellia och familjen Theaceae. Inga underarter finns listade i Catalogue of Life.